# N264 (België)
De N264 is een korte gewestweg die geheel binnen Leuven verloopt en een verbinding vormt tussen de R23 en A2. De route in Leuven verloopt via de Koning Boudewijnlaan. De lengte van de weg is bijna 3 kilometer en bestaat over de volledige lengte uit 2x2 rijstroken.
In februari 2024 startte de aanleg van fietssnelweg F29 (Leuven-Tervuren-Brussel) als afgescheiden tweerichtingsfietspad naast de Koning Boudewijnlaan tot aan de E314, samen met een busbaan.